# Ribonukleinsyra

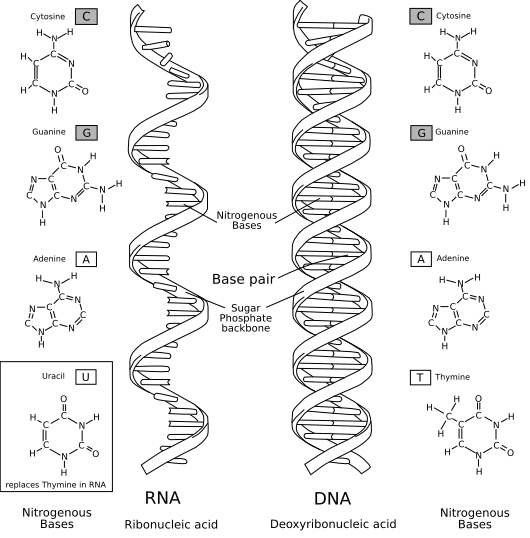
RNA jämfört med DNA.

Ribonukleinsyra, som förkortas RNA (av engelskans ribonucleic acid), är en makromolekyl som finns i alla levande organismer. Hos levande celler finns det genetiska materialet i form av den besläktade, mer stabila molekylen DNA, medan RNA återfinns i mer kortlivade molekyler. En del virus, exempelvis hiv, har sitt genom uppbyggt av ribonukleinsyra.
Molekylen är uppbyggd som en kedja av sammankopplade nukleotider.
Varje nukleotid består av en sockermolekyl, ribos, en fosfatgrupp och en kvävebas som kan vara av fyra olika slag. I RNA betecknas kvävebaserna med första bokstaven i namnen: A för adenin, U för uracil, G för guanin och C för cytosin. RNA-molekylen är enkelsträngad (helix), till skillnad från DNA-dubbelspiralen som består av två kedjor (dubbelhelix).

## Funktioner
Olika typer av RNA har olika biologiska funktioner. De vanligaste formerna av RNA är:
1. pre-mRNA, även kallad hnRNA (heterogeneous nuclear RNA)[1], är grundsträngen till mRNA när den har kodats från DNA-strängen. Denna genomgår sedan splitsning innan den åker ut ur cellkärnan, dvs icke-kodande intron-sekvenser klipps bort och de kodande exon-sekvenserna sätts ihop.
2. mRNA, budbärar-RNA, på engelska messenger-RNA. Sådant RNA är ett steg på vägen i informationsöverföringen från gen till protein. Budbärar-RNA överför informationen om hur proteinet ska byggas upp från cellkärnans arvsmassa till ribosomerna ute i cytoplasman, där proteinerna tillverkas.
3. rRNA, ribosom-RNA, som tillsammans med olika proteiner bygger upp ribosomerna.
4. tRNA, transport-RNA, som kopplar sig till aminosyrorna och transporterar dem till proteintillverkningen i ribosomerna. Det finns en transport-RNA-variant för varje typ av aminosyra.
5. RNAi, RNA-interferens, är en typ av RNA som verkar ha betydelse för reglering av genernas aktivitet genom att förena sig med budbärar-RNA och hindra den genetiska informationen att nå ribosomerna och proteinsyntesen där.

RNA kan också ha en katalytisk funktion, det vill säga de påskyndar olika kemiska förlopp i cellerna. Dessa enzymer (biologiska katalysatorer) kan bestå av RNA i kombinationer med proteiner, så kallade ribonukleoproteiner, eller av rent RNA. Upptäckten av det senare gav Sidney Altman och Thomas R Cech nobelpriset i kemi 1989.
Ribonukleinsyrans betydelse för regleringen av olika geners aktivitet är förmodligen (?) också betydande (se siRNA ovan). En stor del av dna-sekvensen i genomet är inte direkt kopplad till tillverkning av proteiner, och har därför kanske (?) felaktigt betecknats som ”skräp-DNA”. En del av denna DNA kanske (?) snarare definierar RNA-sekvenser som direkt är inblandade i den regleringsprocess som ständigt pågår i alla kroppens celler.

## ”RNA-världen”
1967 insåg Carl Woese att RNA kan vara katalytisk och föreslog att de tidigaste livsformerna byggde på RNA såväl för att bära genetisk information som för att katalysera biokemiska reaktioner — en RNA-värld.
Ribonukleinsyrans katalytiska förmåga, och även det faktum att många viktiga delar i cellen delvis är uppbyggda av RNA, har därefter gett upphov till hypoteser om att RNA hade stor betydelse i de allra primitivaste och tidigaste formerna av liv. Det allra första livet på jorden innehöll troligen RNA, som evolutionärt sett är äldre än både dna och proteiner. 2009 visade så en forskargrupp i Manchester, med hjälp av fyndigt konstruerade kemiska reaktioner, hur nukleotider kan ha bildats i ursprungssoppan.